# Aspes
Aspes war eine italienische Motorradmarke, die bis Mitte der 1980er Jahre in Gallarate bei Mailand Enduros, Moto-Cross-Motorräder und Straßenmotorräder bis 125 cm³ gebaut hat.
Einen der größten Erfolge feierte Aspes 1977, als die Marke italienischer Moto-Cross-Meister in der 125-cm³-Klasse wurden. Die Modellpalette umfasste in den 1980ern 50-cm³-, 80-cm³- (mit Minarelli P6- und K6-Motoren) und 125-cm³-Motorräder mit von Indianerstämmen entliehenen Namen: Navaho, Hopi und Yuma. Mittlerweile wurde die Marke Aspes wiederbelebt und bringt wieder Kleinmotorräder und Roller auf den Markt. Zur Modellpalette gehört der erste 50-cm³-Hybridroller (Sirio) mit Viertakt-Otto-Motor und Elektromotor.